# John Letts
John Herbert Towne Letts (ur. 10 czerwca 1897 w Lincoln, zm. 11 października 1917 w Belle Vue Aerodrome) – angielski as myśliwski z czasów I wojny światowej z 13 potwierdzonymi zwycięstwami powietrznymi.

## Życiorys
John Letts służbę wojskową rozpoczął w Royal Lincolnshire Regiment. Na front został skierowany w czerwcu 1916 roku. Od wiosny 1917 roku służył w No. 48 Squadron RAF. W jednostce odniósł swoje pierwsze zwycięstwo 9 kwietnia 1917 roku nad niemieckim samolotem Albatros D.III w okolicach Arras. 12 maja zestrzelił piąty samolot wroga uzyskując tytuł asa myśliwskiego. Ostatnie 13 zwycięstwo powietrzne odniósł 15 września 1917 roku. 22 sierpnia został odznaczony Military Cross. 4 września zestrzelił dwa samoloty Albatros D.V. 11 października 1917 roku w czasie startu pilotowany przez Lettsa samolot Bristol F.2 Fighter uległ uszkodzeniu. W wyniku wypadku lotniczego Lett poniósł śmierć.
Został pochowany na Bac-Du-Sud British Cemetery, Bailleulval we Francji.